# 广胜上寺
广胜上寺是一座佛教寺院，位于山西省臨汾市洪洞县县城东北17公里广胜寺镇，雄踞山顶。

## 历史
广胜上寺由西域僧人创建于东汉建和元年（147年）。北魏太武帝始光元年（424年）灭佛，寺院被毁。北周保定三年（563年）重建，建德三年（574年）再次灭佛，寺院停建。唐大历四年（769年）郭子仪奏请朝廷重建寺院，定名为广胜寺。元大德七年（1303年）大地震中寺院被毁。大德九年（1305年）重建。1961年列入第一批全国重点文物保护单位。

## 建筑
寺院包括山门、仪门、飞虹塔、前殿（弥陀殿）、正殿（大雄宝殿）、后殿（毗卢殿）以及两侧的地藏殿、观音殿。弥陀殿面阔五间、进深四间、单檐歇山顶。